# Tibouchina aurea
Tibouchina aurea är en tvåhjärtbladig växtart som beskrevs av Célestin Alfred Cogniaux. Tibouchina aurea ingår i släktet Tibouchina och familjen Melastomataceae. Inga underarter finns listade i Catalogue of Life.